# Liurac (Arieja)
Liurac (francès Lieurac) és un municipi francès de la regió d'Occitània, situat al departament de l'Arieja.